# Nycticorax kalavikai
Nycticorax kalavikai — вимерлий вид птахів родини чаплевих (Ardeidae), що існував у голоцені.

## Назва
Назва виду kalavikai походить з ніуеанських слів kalavi («наземний краб») і kai («їжа»), натякаючи на припущення авторів таксона, що наземні краби становили важливу частину раціону птаха.

## Поширення та вимирання
Вид був ендеміком острова Ніуе на півдні Тихого океану. Викопні рештки птаха знайдено палеозоологом Тревором Ворті у 1995 році у печері Анакулі в селі Хакупу. Вид описаний у 2000 році. Від скам'янілостей сягає від 5300 до 3600 років до нашої ери, що на 1500 років передує заселенню острова людьми.